# Ramsar
Ramsar (pers. - رامسر) – miasto położone w Iranie, w ostanie Mazandaran, na wybrzeżu Morza Kaspijskiego. W przeszłości znany również jako Sakhtsar. Rdzenni mieszkańcy posługują się językiem gilaki. Miasto jest stolicą powiatu o tej samej nazwie i jest to najdalej na zachód wysunięty powiat. Od północy graniczy z Morzem Kaspijskim, od zachodu z ostanem Gilan, od południa z ostanem Kazwin, a od wschodu z powiatem Tonekabon. Ramsar jest popularnym kurortem morskim Iranu, turyści znajdą tutaj także gorące źródła, zielone lasy Gór Elburs, pałac wakacyjny należący do ostatniego szacha. Największym hotelem jest Hotel Ramsar. 27 kilometrów na południe, na wysokości 2700 m n.p.m. leży wieś Dżawaher Deh, również chętnie odwiedzana.

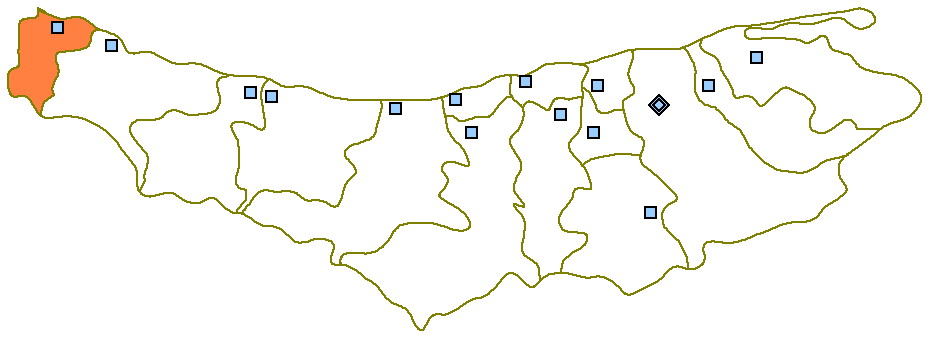
Położenie miasta na obszarze ostanu Mazandaran

## Radioaktywność
W okolicach miasta występuje jedna z najwyższych na świecie promieniotwórczość naturalna, ze względu na gorące źródła. Szczytowa roczna dawka jaką otrzymują mieszkańcy dochodzi do 260 mSv.

## Konwencja ramsarska
Konwencja o obszarach wodno-błotnych, podpisana w Ramsar w Iranie w 1971 roku, jest międzyrządowym traktatem, który stanowi ramy dla działań krajowych i międzynarodowej współpracy na rzecz ochrony i rozsądnego wykorzystania terenów podmokłych i ich zasobów.

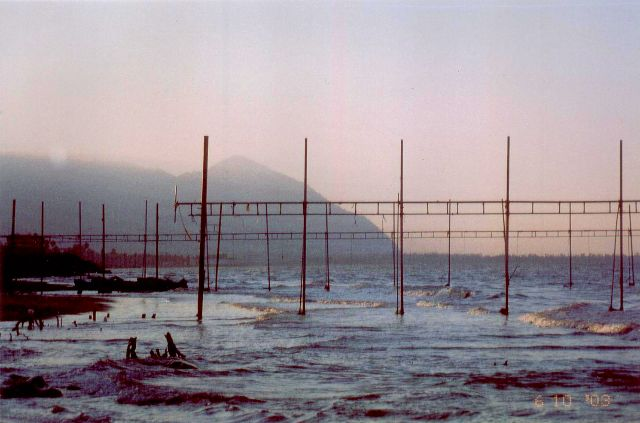
Morze Kaspijskie w okolicy Ramsar